# Siegfried und das sagenhafte Liebesleben der Nibelungen
Siegfried und das sagenhafte Liebesleben der Nibelungen ist ein komödiantischer Sex- und Abenteuerfilm aus dem Jahre 1971 von Adrian Hoven mit Raimund Harmstorf in der Titelrolle.

## Handlung
Der Film hält sich in seinem Handlungsgerüst, von der Schlussszene abgesehen, an die bekannte Nibelungensage und garniert die Geschichte mit zahlreichen Nackt- und Sexszenen.
Im mittelalterlichen Worms kehrt der als Drachentöter zu frischem Ruhm gekommene Jung-Siegfried ein. Der kraftstrotzende und mit einem enormen Selbstbewusstsein wie notorischer Dauerfröhlichkeit gesegnete Held wird zum Schwarm junger Maiden in der Stadt und am Hofe König Gunthers. Dieser befindet, dass der „Beste“ gerade gut genug für seine Schwester Kriemhild ist, und verspricht Siegfried, ihm die blonde Prinzessin zur Frau geben zu wollen. Doch zuvor erforscht Siegfried die weibliche Damenwelt vor Ort, von Kopf bis Fuß, im Heu und im Lotterbett. Infolge einer ausufernden Sexorgie entjungfert Siegfried nahezu die gesamte weibliche Dienerschaft sowie eine als Page verkleidete Maid.
Anschließend macht sich Gunther mit Siegfried nach Island auf, um dort mit Hilfe von Siegfrieds Tarnkappe um die Gunst der sagenhaften Königin Brunhild zu werben. Gunther versagt bei der sexuellen Bewährungsprobe schon in der ersten Nacht und soll sterben. Daraufhin zieht Siegfried bei gelöschter Beleuchtung die Tarnkappe über und beglückt die Königin, während diese Gunther bei und in sich wähnt und über alles beeindruckt wird. So überlistet, willigt Brunhild ein, Gunthers Eheweib zu werden, ist aber außer sich vor Zorn, als sie durch Kriemhilds Andeutungen von dem schändlichen Sexbetrug der beiden Männer erfährt. Die Spannungen bei Hof enden damit, dass Gunthers finsterer Vertrauter Hagen von Tronje beauftragt wird, Siegfried zu töten. Doch Kriemhild, die Hagen von hinten anspringt, rettet Siegfried vor dessen Lanze.

## Produktionsnotizen
Siegfried und das sagenhafte Liebesleben der Nibelungen entstand im Herbst 1970 und wurde am 8. April 1971 uraufgeführt. Aufgrund der zahlreichen Sexszenen wurde der Streifen erst für Zuschauer ab 18 Jahren freigegeben.
Für Hauptdarsteller Harmstorf, der in der Interpretation des „potenzprotzigen Titelhelden“ Siegfried ganz auf seine Körperlichkeit baut, bedeutete der Streifen seine erste Kinohauptrolle. Unmittelbar im Anschluss daran begann er mit den Dreharbeiten zu dem Jack-London-Fernsehvierteiler Der Seewolf, mit dem Harmstorf zur Vorweihnachtszeit 1971 als kartoffelquetschender Titelheld über Nacht berühmt werden sollte.
Die Produktion übernahmen Hermes-Synchron und atlas Film und TV-Produktion GmbH. Regisseur Hoven hatte auch die Herstellungsleitung. Die Bauten stammen von Max Mellin.

## Kritiken
Im Lexikon des internationalen Films heißt es: „Motive aus der Nibelungensage dienen als Aufhänger für eine Aneinanderreihung mieser Sexszenen.“
Das große Personenlexikon des Films nannte Hovens Film eine „dümmlich-platte(n) Sexplotte“

„Motive aus der Nibelungensage dienen als Aufhänger für eine Aneinanderreihung textilfreier Sexszenen: In der Atmosphäre der alten Zeiten und nordischen Mystik, trifft der Held Siegfried (Raimund Harmstorf) immer wieder auf reizende Schönheiten. Er lässt seiner Leidenschaft freien Lauf. Mit seinem Charme, seiner Männlichkeit und seinem enormen “Schwert” meistert er jede Gefahr.“